# آوی پاجو
آوی پاجو (انگلیسی: Ave Pajo؛ زادهٔ ۹ ژوئیهٔ ۱۹۸۴) بازیکن فوتبال اهل استونی است.
وی همچنین در تیم ملی فوتبال Estonia بازی کرده‌است.